# Камаки
Камаки — бывший населённый пункт в Усть-Камчатском районе Камчатского края России.

## География
Располагался на левобережье реки Камчатка, напротив впадения её притока Малая Хапица, в 64 км западнее Усть-Камчатска. К югу находится вулкан Шивелуч, в окрестностях к западу озёра Камакское, Длинное, Безымянное и др.

## История
Основан в XVIII веке. Название получено или от имени местного вождя Камака, который получил после крещения новое имя — Степан Кузнецов, или от слова, обозначающего «существо, которое живёт в воде», в контексте — злая русалка.
Благодаря наличию вокруг строевого леса отличного качества дома в поселении строили основательно. Имеется характерное описание побывавшего здесь в конце 19 века путешественника:

«Потолки везде побелены, полы, стены и оконные рамы покрашены и в последние вставлены стекла; столы, даже в избушках бедняков, или прикрыты скатертью, или куском ситца; божничка со множеством икон всегда завешена какой-либо материей с изображением креста. По стенам иногда наклеивают лубочные картины, изображения святых или вырезки из иллюстрированных журналов. Сами жители толковые и приветливые».
В 1930-х гг. в селе был организован колхоз «Рыбак», долгое время бывшим одним из передовых хозяйств на Камчатке. В 1960 году в результате проводимой политики укрупнения он вошёл в состав совхоза «Путь Ленина», а жители были переселены.
Камаки были исключены из списка населённых пунктов Камчатской области 29 марта 1968 года.

## Демография
- 1836 год — 55
- 1851 год — 45
- 1876 год — 52
- 1888 год — 71
- 1895 год — 73
- 1901 год — 64
- 1910 год — 79
- 1926 год — 135
- 1929 год — 134

Жители Камаки это в основном выходцы ительменских острожков, которых встретил тут С. П. Крашенинников.